# 레논 벽 (홍콩)
레논 벽(중국어 정체자: 連儂牆, 월병: lin4 nung4 coeng4)은 2014년 홍콩 시위 때 중앙청사단지 밖 계단에 세워진 벽을 일컫는다. 프라하에 있는 원판 벽에 영감을 얻어 시민 수천 명이 홍콩의 민주화를 바라는 내용을 색색의 포스트잇에 써서 붙였다. 이 벽은 우산 운동 예술품들 중 손꼽을 만한 것이었다.
5년 후 2019년 홍콩 범죄인 인도 조례안 반대시위 때 레논 벽이 다시 설치되었으며 포스트잇 메시지들이 새롭게 부착되었다. 며칠 만에 유사한 레논 벽이 홍콩섬, 가우룽, 신제, 외딴 섬 여러 곳 등 홍콩 전역에 십여 개 넘게 생겼다. 레논 벽은 정책혁신조정실 등 관공서 청사와 RTHK 등에도 설치되었다. 2019년 9월 21일 홍콩 경찰은 도시 전역에 걸쳐 반정부 구호가 적힌 레논 벽들을 철거하기 시작했다. 홍콩 외에 토론토, 밴쿠버 BC, 서울, 도쿄, 베를린, 런던, 시드니, 맨체스터, 멜버른, 타이베이, 오클랜드 등 세계 여러 도시에 레논 벽이 등장했다.

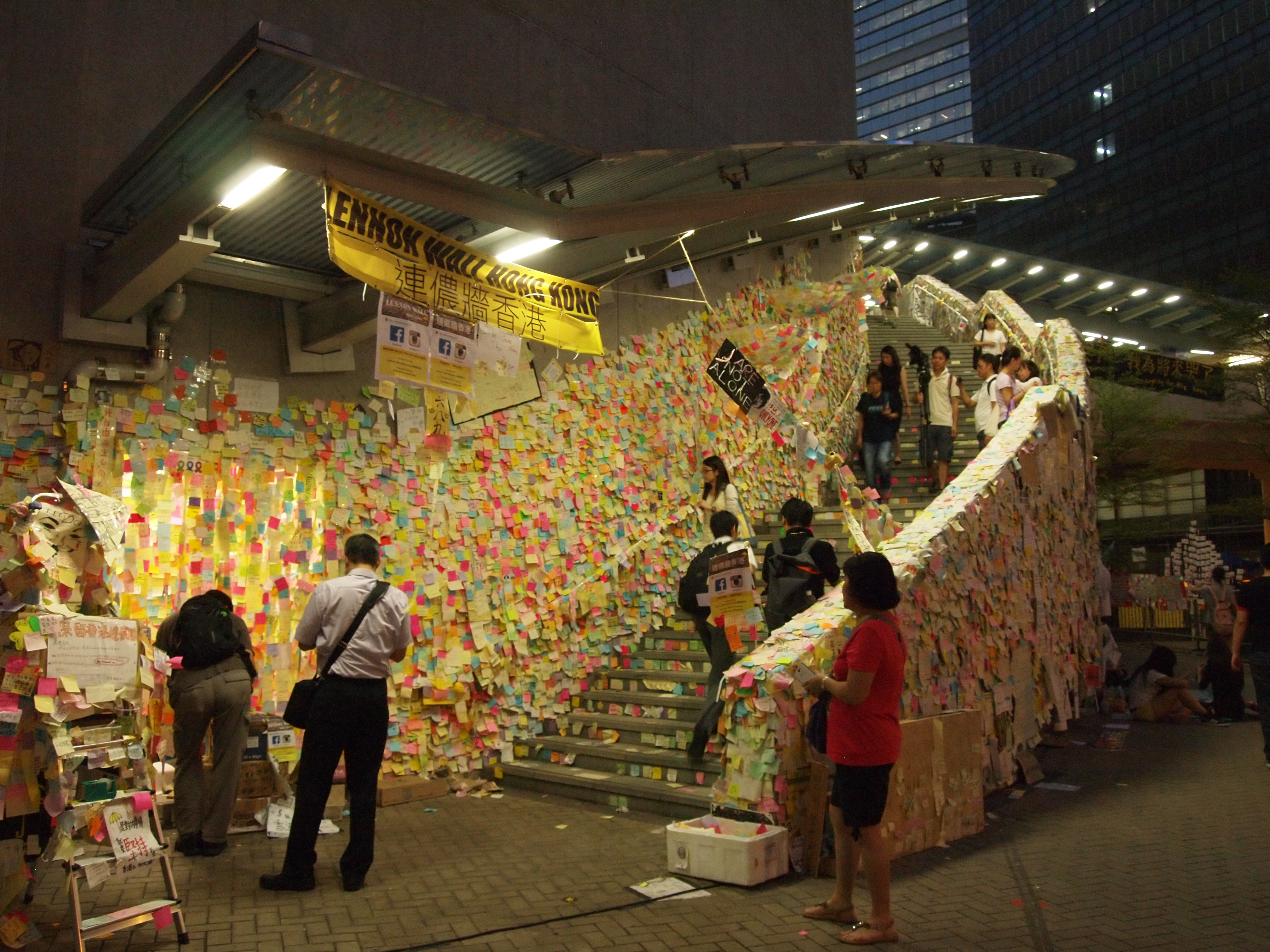
홍콩 우산 운동 당시 중앙 정부 청사에 설치된 레논 벽. 2014년 10월 21일 촬영.
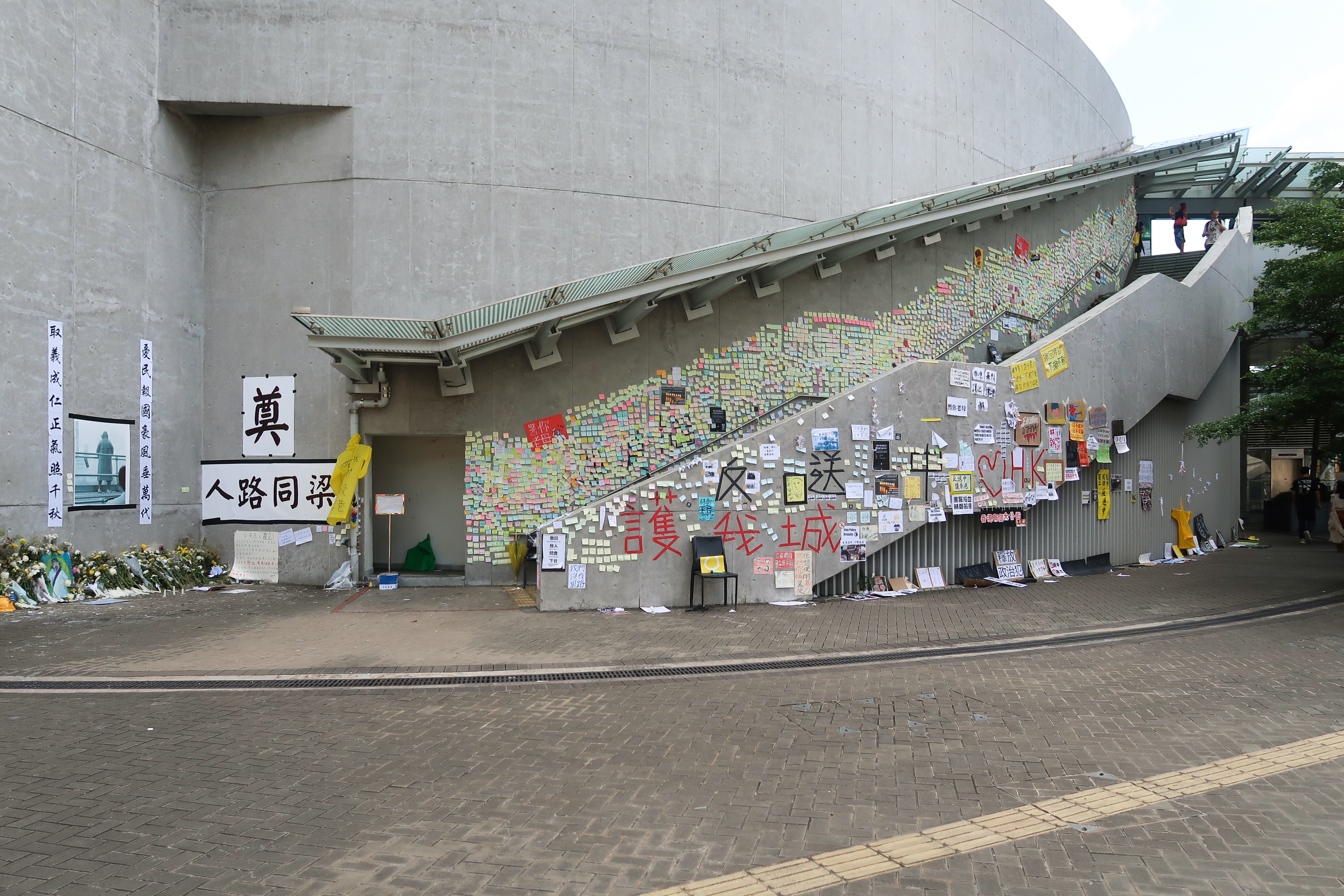
중국송환법안 반대 시위 때 재등장한 레논 벽. 2019년 6월 촬영.